# ちょんまげラーメン
ちょんまげラーメンは、吉本興業（東京本社）所属のお笑いコンビ。2010年結成。NSC大阪校31期生。M-1グランプリ2019・2020・2021ファイナリスト。旧コンビ名はインディアンス（2025年6月18日、改名を発表）。

## メンバー
田渕 章裕（たぶち あきひろ、1985年6月2日 - ）（40歳）
ボケ担当。立ち位置は向かって左。
- 兵庫県たつの市出身。
- 新宮町立新宮中学校、兵庫県立龍野高等学校・関西大学経済学部卒業。
- 身長172cm、体重77kg、血液型A型。
- 愛称は「たぶっちゃん」「ブッチー」。
- 黒のスーツにサイズが小さめの白いカッターシャツ（夏は上着無し）が衣装で、ヒマワリを模ったコサージュがトレードマーク。コサージュは母親の手作り。
- 実家は揖保乃糸を製造するそうめん製造業を営む。実父はそうめん製造の傍ら、さらにカメラマンとして写真館を経営していた。兄と妹がいる。
- 高校では3年間ソフトボール部所属で、国体（2003年わかふじ国体）にも所属チームのレギュラーとして出場経験がある。
- 一度コンビを解散した後、1年先輩にあたる昴生（ミキ）とコンビ「やぶれかぶれ」を半年ほど組んでいた。解散に至った理由はうるさすぎたためと『アメトーーク!』（テレビ朝日）「元々コンビ組んでた芸人」にて語った。
- 夢は赤城乳業のCMへ出演すること。 2022年11月10日、出身地たつの市の「たつのふるさと親善大使」となった。

きむ（1987年12月24日 - ）（37歳）
ツッコミ担当。立ち位置は向かって右。
- 大阪府箕面市出身。
- 大阪産業大学中退。
- 身長167cm、体重60kg、血液型O型。
- 本名：木村 亮介（きむら りょうすけ）
- 眼鏡、ピンクのスーツがトレードマーク。ほくろは2021年に除去した。
- 2歳下の弟がいる。
- インディアンスの前に「いちごマジック」というコンビを組んでいたが、田渕はこのコンビ名を「めっちゃ嫌やな」と思っていた。
- 推理作家・中山七里のファン。
- 2020年8月13日、結婚を発表。
- 2021年3月31日に第1子となる女児、2023年3月17日に第2子となる女児の誕生を自身のTwitterで報告した。

## 略歴
- 一旦コンビを解散し、再結成した経歴を持つ[12]。きむは田渕の元相方である昴生を嫌っている。
  - 2022年5月12日放送『アメトーーク!』の企画「元々コンビ組んでた芸人」で、田渕と昴生が「やぶれかぶれ」として出演。田渕が現在のミキを組む前の昴生からコンビ結成を持ち掛けられてきむとの解散を決意、昴生と「やぶれかぶれ」を組んだ経緯を語った。当時の映像を他の出演者全員が笑う中できむのみは険しい顔で睨んでおり、昴生に対し未だ根に持つ様子を見せた。放送内では「たぶっちゃんを取られた」「たぶっちゃんに色仕掛けしてきた」と“泥棒猫”扱いしたり、「たぶっちゃんとずっとやりたかったんで、昴生さんのアカンとこあったらメモしたりとか…」などのエピソードを話し、小田祐一郎（だーりんず）と「桜前線」として出ていた渡辺隆（錦鯉）に「気持ち悪りぃ元カレだな!」とツッコまれる。その後「やぶれかぶれ」は解散、昴生は実弟の亜生と共にミキを結成。しかしミキの活躍にきむは嫉妬に狂い苛立ちを隠せず、渡辺から「きむ、おい! 今このスタジオにいる全員がお前のこと嫌いだからな!」と再び一喝され、おいでやす小田と「蛇腹」として出ていた西森洋一（モンスターエンジン）からは「きむ! 俺、お前とは組んでへんけど、解散しよ!」とボケられる始末だった[13][14]。
- 2016年4月、活動拠点を東京に移した[15]。ヨシモト∞ホールのファーストクラスメンバーとして活動。
- 2019年のM-1グランプリにて決勝初進出、9位となる。
- 2020年のM-1グランプリでは準決勝で敗退するも敗者復活戦を勝ち抜き、2年連続の決勝進出で結果は7位。
- 2021年のM-1グランプリでは3年連続の決勝進出を果たし最終決戦まで進出、上沼恵美子からの1票を得たものの錦鯉に敗れ最終結果は3位となった。
- 2022年、2023年のM-1グランプリでは準々決勝で敗退。
- M-1グランプリ2024で3年ぶりの準決勝進出。敗者復活戦では観客審査でスタミナパン、ひつじねいりを破りCブロックを勝ち抜くも、芸人審査でマユリカに僅差で敗れた。
- 2025年6月18日放送の『水曜日のダウンタウン』の企画「インディアンス改名ドッキリ」で、コンビ名を「ちょんまげラーメン」にすることを発表[1]。なお、番組で発表された改名案の最終候補は以下の通りである。
  - 田渕ときむが持参した案
    - ちょんまげラーメン（ドッキリ企画の前から改名案として上がっていた）
    - 振り上げた拳を花束に（ドッキリ企画内で架空の団体『アメリカ先住民文化保護協会』が提案した案）
    - 突き当たりの大通りヘップバーン

  - 仲尾宗泰（武信稲荷神社宮司）の案
    - 龍宮JOKER
    - キムタブ

  - 生成AIの案
    - ハッピーカーニバル
    - ツッコミとボケと時々きむ
    - 笑いの特等席

  - ウィンド・レイブン（ネイティブ・アメリカンのシャーマン）の案
    - ヘイカッコーニ（HAKEI KONI「2枚の羽根で歩く」という意味。）

  - 大悟（千鳥）の案
    - ペニ

## 芸風
- 主に漫才。田渕が調子良く軽いノリでボケ倒し続けるネタがほとんどのため、「西（もしくは、ナニワ）のザキヤマ」と称されることがある[16]。
- 有吉弘行に「（ボケの）パンチは軽いもんね」と評されるなど[17]、手数で勝負するタイプ[18]。
- ネタのシメには田渕が「シェー」のポーズを取る。

## 賞レースでの戦績

### NHK上方漫才コンテスト
| 年度             | 結果     |
| ---------------- | -------- |
| 2013年（第43回） | 本選進出 |
| 2014年（第44回） | 本選進出 |
| 2015年（第45回） | 準優勝   |
| 2016年（第46回） | 予選敗退 |
| 2017年（第47回） | 本選進出 |
| 2018年（第48回） | 準優勝   |
| 2019年（第49回） | 本選進出 |

### M-1グランプリ
| 年度             | 結果         | No.  | 備考                                                           |
| ---------------- | ------------ | ---- | -------------------------------------------------------------- |
| 2009年（第9回）  | 1回戦敗退    | 3178 | NSC在学中                                                      |
| 2010年（第10回） | 2回戦進出    |      |                                                                |
| 2015年（第11回） | 3回戦進出    | 649  |                                                                |
| 2016年（第12回） | 準決勝進出   | 866  | 予選10位、敗者復活戦10位                                       |
| 2017年（第13回） | 準々決勝進出 | 75   |                                                                |
| 2018年（第14回） | 準決勝進出   | 2739 | 予選19位、敗者復活戦3位                                        |
| 2019年（第15回） | 決勝9位      | 3328 | 決勝キャッチフレーズ「ノンストップ」                           |
| 2020年（第16回） | 決勝7位      | 3182 | 敗者復活組                                                     |
| 2021年（第17回） | 決勝3位      | 3107 | 決勝キャッチフレーズ「快速ボケ特急」 ファーストラウンド3位通過 |
| 2022年（第18回） | 準々決勝進出 | 2847 | 連続した年度で前年度の最終決戦進出者が準々決勝で敗退したのは初 |
| 2023年（第19回） | 準々決勝進出 | 1631 | 一部映像カット                                                 |
| 2024年（第20回） | 準決勝進出   | 4341 | 敗者復活戦2位                                                  |

### その他
- 2012年 第10回 MBS漫才アワード - 4位
- 2012年 第33回 今宮子供えびすマンザイ新人コンクール - 新人漫才奨励賞
- 2016年 第37回 ABCお笑いグランプリ - 決勝進出
- 2018年 第5回 NHK新人お笑い大賞 - 本戦出場
- 2019年 第6回 NHK新人お笑い大賞 - 本戦出場
- 2020年 ネタパレNEW YEARグランプリ2020 - 優勝
- 2021年 第6回上方漫才協会大賞 - 文芸部門賞

## 出演番組

### テレビ
- 天才てれびくんYOU（2019年4月 - （田渕） 2019年6月 - （きむ）、NHK Eテレ） - それぞれ不定期出演。
- ラヴィット!（2021年6月1日 - 、TBS） - 不定期出演
- まるごと（2022年3月30日 ｰ 、静岡第一テレビ） - 月曜日「突撃インディアンス」 →  「突撃ちょんまげラーメン」コーナー担当
- プチブランチ（2023年4月10日 - 、TBS） - 隔週レギュラー[31]
- ときめき♡超音波!!（2024年10月14日深夜 - 11月4日深夜、日本テレビ） - 番組MC[32]

### ドラマ
- 孤独のグルメ Season10 第1話（2022年10月8日、テレビ東京） - 田渕のみ、高原良樹 役
- ハマる男に蹴りたい女（2023年1月14日 - 、テレビ朝日） - 田渕のみ、土屋良介 役[33]

### ラジオ
- インディアンスのだって僕たちお調子者（2012年10月4日 - 2014年9月27日、KBSラジオ）
- 激イタ珍道中（2021年10月1日 - 2023年4月14日、さらば青春の光 Official YouTube Channel）山添寛（相席スタート）と共にメインパーソナリティ、田渕のみ
- インディアンスの『ズじゃなくてス!』 → ちょんまげラーメンのラジオラーメン[注釈 1]（2022年3月31日 - 、RKBラジオ）

### Webテレビ
- ロンドンハーツ 究極恋愛シミュレーション ラブマゲドン 全3回（2023年9月12日 - 26日、TELASA）田渕のみ[35]

### CM
- レイクALSA 「酒と泪と男と女」編（2022年12月15日 - ）[36]

## 出囃子
- POLYSICS「Let's ダバダバ」